# Битва при Гисиях
Битва при Гисиях — сражение в ходе спартано-аргосских войн.

## Спартано-аргосская борьба
Противостояние Аргоса и Спарты, начавшееся как пограничный конфликт в Кинурии, со временем приняло характер борьбы за лидерство на Пелопоннесе. К середине VIII века до н. э. спартанцы закончили покорение Лаконии и приступили к долгому и тяжелому завоеванию Мессении, на помощь которой пришли аргосцы и аркадцы.
Аргосцы одновременно с процессом консолидации предприняли масштабную экспансию, которую традиция связывает с именем царя Фидона, едва не покорившего Коринф и нанесшего тяжелое поражение Спарте, ослабленной войной с мессенцами.
Важным этапом спартано-аргосских войн считается битва при Гисиях, которую обычно датируют 669/668 до н. э.

## Историчность сражения
Единственным источником о сражении является упоминание у Павсания, при рассказе о достопримечательностях на дороге из Аргоса в Тегею:

Тут находится общая могила в память аргивян, победивших лакедемонян в битве при Гисиях. Это сражение произошло, по моим расследованиям, во время правления в Афинах Писистрата, в четвертый год олимпиады, в которую афинянин Эврибот одержал победу в беге. Если спуститься совсем на равнину, то будут развалины некогда находившегося в Арголиде города Гисии, где, как говорят, и произошло избиение лакедемонян.— Павсаний. II. 24. 8.
Номер олимпиады у Павсания пропущен, но по сообщениям Дионисия Галикарнасского и хроники Евсевия устанавливается, что речь идет о 27-й олимпиаде, и, следовательно, Писистрат, упомянутый в тексте, это не знаменитый афинский тиран, а, вероятно, какой-то из его предков, бывший в тот год архонтом (из источников имя архонта 669/668 до н. э. неизвестно).
Известный специалист по истории архаического Аргоса Томас Келли отрицает историчность этого сражения, поскольку 1) о нем сообщает единственный источник; 2) он в принципе не доверяет сообщениям Павсания и Страбона о древности борьбы Аргоса и Спарты и считает первым спартано-аргосским сражением знаменитую Фирейскую битву; 3) Павсаний мог перепутать пелопоннесские Гисии с беотийскими, где триста лет спустя действовали афино-фиванские войска; 4) если битва и была, то в ней победили спартанцы, поэтому в рассказе не упоминается имя аргосского царя, а сражение датируется при помощи афинского архонта и олимпионика.
Большинство исследователей не разделяют скепсис американского исследователя, поскольку первый его аргумент недостаточен, чтобы поколебать принцип презумпции доверия к источнику, второй субъективен, третий сомнителен, поскольку Павсаний бывал в местах, о которых пишет, а четвертый имел бы значение, если бы Павсаний вместо краткого упоминания о событии давал подробный рассказ.

## Предположения и выводы
Битва при Гисиях хорошо вписывается в общую картину реконструируемой историками политической ситуации на Пелопоннесе середины VII века до н. э., к которой многие специалисты относят период аргосской экспансии.
Павсаний не упоминает имени аргосского царя, но, на основании сообщений Страбона и других сведений, предполагается, что победителем Спарты должен был быть Фидон, предания о котором вообще скудны и противоречивы.
Поскольку известно, что аргосцы были союзниками мессенцев во Второй Мессенской войне, существует предположение, что сама эта война началась в 669/668 году до н. э. после побоища при Гисиях. Вопрос о хронологии Второй Мессенской войны имеет несколько возможных решений, вплоть до разделения её на две отдельных войны, следуя замечанию Страбона, что «были ещё, как говорят, третья и четвёртая войны, в которых мессенцы были разгромлены».
В одном из отрывков Тиртея, найденном в Оксиринхе, сообщается о битве спартанцев с мессенцами и аргосцами, которая произошла в середине VII века до н. э., что подтверждает связь между двумя конфликтами.
Относительно характера сражения указывают на то, что спартанцы были атакующей стороной, так как битва произошла в Арголиде, и предполагается, что аргосцы одержали победу благодаря применению революционной гоплитской тактики (построение фалангой) и нового вооружения, которое они первыми или одними из первых стали использовать с конца VIII века до н. э.
Битва при Гисиях имела важные последствия для обеих сторон. Аргос был близок к установлению гегемонии на Пелопоннесе, и, как предполагают, уже в следующем году Фидон развязал Олимпийский конфликт, изгнал элейцев из Олимпии и сам провел Олимпийские игры, а затем передал контроль над ними писатам. Следствием победы стало вторжение Фидона в Лаконию, где он захватил не только спорную пограничную область, но и часть побережья, и остров Киферу, и, по словам Страбона, «лишил их (спартанцев) владычества над Пелопоннесом, которое прежде им принадлежало»
Спарта была вынуждена перенимать вражеский военный опыт и проводить свою гоплитскую реформу, при этом спартанцы пошли гораздо дальше, радикально реформировав свой социальный строй ради создания касты профессиональных воинов, способных держать в повиновении вечно готовую восстать Мессению, а также противостоять Аргосу.

## Вторая битва
В 417 году до н. э., во время Пелопоннесской войны, спартанцы выступили в поход против Аргоса с целью разрушить строящуюся стену к морю. Спартанцам удалось разрушить стену, хотя они и не смогли добиться более решительных успехов. Затем спартанцы захватили Гисии и убили пленных жителей Гисий. После этого они отступили.

## Комментарии
1. ↑  Склонный к романтическим преувеличениям[источник не указан 2563 дня] Н. Дж. Л. Хэммонд даже считает битву при Гисиях «прекрасным образцом такого способа ведения боевых действий», полагая, что с обеих сторон сражались гоплитские фаланги[18].